# Martin Windrow
Martin C. Windrow, född 1944, död 2025, var en brittisk historiker och författare. Han var särskilt inriktad på militärhistoria och andra världskriget.